# Velika Trnovitica
Velika Trnovitica je vesnice a správní středisko stejnojmenné opčiny v Chorvatsku ve Bjelovarsko-bilogorské župě. Nachází se asi 12 km severovýchodně od Garešnice a asi 27 km jihovýchodně od Bjelovaru. V roce 2011 žilo ve Veliké Trnovitici 631 obyvatel, v celé opčině pak 1 370 obyvatel.
Součástí opčiny je celkem osm trvale obydlených vesnic.
- Gornja Ploščica – 39 obyvatel
- Gornja Trnovitica – 56 obyvatel
- Mala Mlinska – 81 obyvatel
- Mala Trnovitica – 58 obyvatel
- Mlinski Vinogradi – 31 obyvatel
- Nova Ploščica – 345 obyvatel
- Velika Mlinska – 129 obyvatel
- Velika Trnovitica – 631 obyvatel

Opčinou procházejí župní silnice Ž3029, Ž3090, Ž3132 a Ž3277.